# Crimen en Chile
El crimen en Chile es investigado por la Policía de Investigaciones (PDI). La actividad delictiva en Chile va en crecimiento. 
Durante el siglo XIX y principios del siglo XX, se generalizó el crimen en la zona sur principalmente en la Araucanía y en la zona central de Chile, principalmente Santiago y Valparaíso, y en la zona norte sobre todo entre Iquique y Antofagasta.
Actualmente, el crimen a grandes rasgos está en aumento en Chile, asimismo, la embajada de Estados Unidos en Chile advirtió a sus ciudadanos sobre un alza en los robos y asaltos en su capital y en otras ciudades turísticas como Valparaíso y Viña del Mar. En 2023, el narcotráfico, temas de violencia y  homicidios, según cifras oficiales, aumentaron un 33% en 2022 con respecto del año anterior.
Los resultados de la más reciente Encuesta Nacional Urbana de Seguridad Ciudadana (ENUSC) en Chile, revelan que el 21,8% de los hogares afirma haber sido víctima de algún delito, mientras que el ministerio público de Chile afirma que el crimen aumentó en 11% entre el 2018 y 2023. 

## Crimen por tipo

### Asesinato
En 2023, Chile tuvo una tasa de homicidios de 6,3 por cada 100.000 habitantes. Hubo un total de 1 330 asesinatos en Chile en 2023En 2017, la Oficina de las Naciones Unidas contra la Droga y el Delito informó una tasa de 4,3 homicidios intencionales por cada 100.000 habitantes. Según datos del Primer Informe Nacional de Homicidios Consumados, entre 2018 y 2022, el país experimentó un aumento significativo en su tasa de homicidios, elevándose de 4,5 a 6,7 por cada 100.000 habitantes.

### Corrupción
A partir de 2006, hubo informes aislados de corrupción gubernamental en Chile. El índice anual de corrupción de Transparencia Internacional registró que el público chileno percibía al país como 'relativamente libre de corrupción'.
En 2023, de acuerdo con el Índice de Percepción de la Corrupción (IPC), realizado por Transparencia Internacional, Chile obtuvo 66 puntos sobre 100, ocupando el puesto 29 sobre 180 países.

### Violencia doméstica
La violencia doméstica, mayoritariamente contra la mujer, prevalecía en todas las clases de la sociedad chilena en 1994. A principios de la década de 1990, se informó que la violencia doméstica afecta a alrededor del cincuenta por ciento de las mujeres en Chile. La Ley de violencia intrafamiliar aprobada en 1994 fue la primera medida política para abordar la violencia en el hogar, pero debido a que la ley no se aprobaría sin ser aceptada por ambas partes, la ley era débil en la forma en que abordaba la protección de las víctimas y el castigo de los abusadores. La ley fue posteriormente reformada en 2005. En 2019, en medio de la actual crisis de abusos sexuales católicos en Chile, se aprobó una legislación no retroactiva que elimina el estatuto de limitaciones para juzgar a personas por cometer abusos sexuales contra niños en Chile.